# Scutinanthe brunnea
Scutinanthe brunnea är en tvåhjärtbladig växtart som beskrevs av Thw.. Scutinanthe brunnea ingår i släktet Scutinanthe och familjen Burseraceae. Inga underarter finns listade i Catalogue of Life.